# ネルソン・オリヴェイラ (自転車選手)
ネルソン・フィリペ・サントス・シモエス・オリヴェイラ(Nelson Filipe Santos Simões Oliveira 、1989年3月6日 - )は、ポルトガル、アナディア出身の自転車競技選手。モビスター・チーム所属。

## 経歴
2009年、世界選手権U23個人タイムトライアルで優勝したジャック・ボブリッジに19秒遅れの2位となり、この成績を認められ同年9月にシャコベオ・ガリシアと契約を結び翌年プロに転向。
2010年にはヨーロッパ選手権U23でロードレース2位、個人TT3位となる。
2014年、国内選手権ロードレースと個人TTを制覇し二冠に輝く。
2015年、国内選手権個人TTを2連覇。ブエルタ・ア・エスパーニャでは第13ステージで独走勝利し、グランツール初勝利をあげた。

## 成績

### 2006年
- ポルトガル選手権　ジュニア個人TT

### 2009年
- ポルトガル選手権　U23個人TT
- 世界選手権　U23個人TT　2位

### 2010年
- ポルトガル選手権　U23個人TT
- ヨーロッパ選手権（英語版） U23
  -  ロードレース　2位
  -  個人TT　3位

### 2011年
- ポルトガル選手権　個人TT 優勝

### 2012年
- ステル・ZLM・トゥル　山岳賞

### 2014年
- ポルトガル選手権
  -  ロードレース
  -  個人TT
- 世界選手権 個人TT 7位

### 2015年
- ポルトガル選手権　個人TT 優勝
- ブエルタ・ア・エスパーニャ
  - 区間優勝（第13ステージ）
  - 総合21位
- クロノ・デ・ナシオン　7位

### 2016年
- ポルトガル選手権
  -  個人TT
  - ロードレース　2位
- ヨーロッパ選手権 個人TT 4位

### 2017年
- 世界選手権 個人TT　4位

### 2018年
- 世界選手権 個人TT　5位

### 2019年
- 世界選手権 個人TT　8位

### 2020年
- 世界選手権 個人TT　11位

### 2021年
- ボルタ・ア・ラ・コムニタ・バレンシアナ 総合2位
- 世界選手権 個人TT　13位

### 2022年
- 世界選手権 個人TT　8位

### 2023年
- 世界選手権 個人TT　6位
- ヨーロッパ選手権 個人TT 6位